# Crèvecoeur (album)
Pour les articles homonymes, voir Crèvecœur.
Vous pouvez aider à l'améliorer ou bien discuter des problèmes sur sa page de discussion.
- Il ne cite pas suffisamment ses sources. Vous pouvez indiquer les passages à sourcer avec {{référence nécessaire}} ou {{Référence souhaitée}}, et inclure les références utiles en les liant aux notes de bas de page. (Marqué depuis mai 2025)
- Il ne s’appuie pas, ou pas assez, sur des sources secondaires ou tertiaires. (Marqué depuis mai 2025)
- Son texte doit être wikifié : il ne correspond pas à la mise en forme Wikipédia (style, typographie, liens internes, liens entre les wikis, etc.). (Marqué depuis mai 2025)

- Archive Wikiwix
- Bing
- Cairn
- DuckDuckGo
- E. Universalis
- Gallica
- Google
- G. Books
- G. News
- G. Scholar
- Persée
- Qwant
- (zh) Baidu
- (ru) Yandex

Albums de Adèle Castillon
Plaisir Risque Dépendance
(2023)
Crèvecoeur est le deuxième album studio de la chanteuse française Adèle Castillon, ex-membre du groupe Vidéoclub. La première partie, Crèvecoeur (EP.I), contenant les 6 premiers titres de l'album, est sortie le 4 septembre 2024. La seconde partie est sortie le 28 février 2025.
Le premier EP a été accompagné par le single Ce Soir (ft. Gazo) et l'album du single Je me demande (ft. Louane). Le single Ce Soir (ft. Gazo) a atteint la 76ème place des charts français et a atteint les 10 millions d'écoutes sur la plateforme Spotify.

## Contexte
Au cours de l'année 2024, Adèle Castillon effectue une tournée avec son premier album Plaisir Risque Dépendance. Cette année constitue la fin de sa période Vidéoclub ainsi que le début de sa carrière en solitaire[réf. nécessaire].
Suite à cet album, elle décide de produire de nouvelles chansons avec des productions encore plus poussées électro, plus dansantes, afin d'avoir une ambiance club. Elle décide également d'inclure de nombreux duos sur son second album, contrairement au premier qu'elle souhaitait plus centré sur elle-même après la fin de Videoclub.

## Historique
Le 1 septembre 2024, Adèle Castillon annonce via son compte Instagram la sortie imminente de son premier EP Crèvecoeur (EP.I). Celui-ci sortira 3 jour plus tard, le 4 septembre 2024 et présente 6 tracks dont 2 chansons en featuring avec les rappeurs français Gazo et winnterzuko[réf. nécessaire].
La cover de l'EP, puis de l'album, réalisée par la photographe français Lou Escobar, reprend le mème de 2005, Disaster Girl.
Bien qu'étant variées, les thématiques de cet album reprennent dans l'ensemble les mêmes que l'on peut retrouver sur son premier album Plaisir Risque Dépendance tels que son ancienne dépendance aux drogues ou à la difficulté d'écrire sans son ex copain Mattyeux[réf. nécessaire].
Dans À la folie, elle évoque le "lâché-prise" et la volonté de faire la fête afin d'oublier ses problèmes. La production dansante pensée pour les concerts permet d'apporter à la chanson l'idée de faire la fête pour oublier. À l'heure actuelle, cette chanson est la seule du projet étant accompagnée d'un clip vidéo. Celui-ci est produit par Maëva Tenneroni et Jules Simmen met en scène ce "lâché-prise" évoqué par l'artiste à plusieurs reprises sur différentes interviews[réf. nécessaire].

## Liste des pistes
| N° | Titres                       | Paroles                      | Musique            | Durée |
| -- | ---------------------------- | ---------------------------- | ------------------ | ----- |
| 1. | Crève-cœur                   | Adèle Castillon              | Surkin             | 2:31  |
| 2. | À la folie                   | Adèle Castillon              | Bumidjal, HoloMobb | 2:43  |
| 3. | Ce soir (feat. Gazo)         | Adèle Castillon, Gazo        | Surkin             | 2:57  |
| 4. | lèche_vitrine_demo1.wav      | Adèle Castillon              | Surkin             | 1:37  |
| 5. | Frissons (feat. winnterzuko) | Adèle Castillon, winnterzuko | Surkin             | 2:37  |
| 6. | Subutex                      | Adèle Castillon              | Bumidkal, HoloMobb | 3:03  |

| N° | Titres                                    | Paroles                         | Durée |
| -- | ----------------------------------------- | ------------------------------- | ----- |
| 1. | Rien qu'ça                                | Adèle Castillon                 | 2:33  |
| 2. | Je me demande (feat. Louane)              | Adèle Castillon, Louane         | 3:13  |
| 3. | It might never end (feat. Declan McKenna) | Adèle Castillon, Declan McKenna | 3:30  |
| 4. | Comme ça (feat. Sopico)                   | Adèle Castillon, Sopico         | 2:10  |
| 5. | 21 grammes (feat. pablopablo)             | Adèle Castillon, pablopablo     | 2:07  |
| 6. | Oh non :(                                 | Adèle Castillon                 | 2:53  |